# Laber Bergbahn
Die Laber-Bergbahn ist eine Zweiseilumlaufbahn. Sie führt in Oberammergau vom Ortsteil Sankt Gregor auf den 1684 Meter hohen Laber in den Ammergauer Alpen und hat eine Länge von 2021 Metern.

## Geschichte
1955 beschlossen einige Ammergauer Bürger zur Förderung des Fremdenverkehrs den Bau einer Seilbahn. Als Ziel stand neben dem Laber noch der Zahn in Oberammergau in der näheren Auswahl. Die Inbetriebnahme war, bedingt durch das bis dato noch nie verwendete Seilbahnsystem Großkabine-Zweiseil-Umlauf, sehr aufwändig und personalintensiv. Nach einer Insolvenz 1960 wurde mit neuen Investoren die Laber-Bergbahn GmbH&Co.KG als Auffanggesellschaft gegründet. Die Laber-Bergbahn ist die letzte noch verkehrende Großkabinen-Zweiseil-Umlaufbahn weltweit.

## Technik
Die technische Besonderheit dieser Seilbahn liegt im Umlaufsystem der vier fixgeklemmten Fahrzeuge. Es hängen vier Fahrzeuge jeweils in gleichen Abständen von rund eintausend Metern am Zugseil. Sie befahren – ähnlich einer Gruppenumlaufbahn – immer im Umlauf beide Fahrbahnen und wechseln bei der Durchfahrt durch die Stationen die Fahrbahnseite, jedoch im Unterschied zur Gruppenbahn hier nur in Form jeweils einer Einzelgondel anstelle der Gondelgruppe. Zum Zu- und Ausstieg befindet sich je ein Fahrzeug in der Berg- und Talstation am Bahnsteig, während die Fahrgäste in den Fahrzeugen auf halber Streckenlänge kurz auf die Weiterfahrt warten müssen, da das ganze System für den Fahrgastwechsel stehenbleibt. Nach dem Anfahren werden die Fahrzeuge in den Stationen mit einer mechanisch sehr anspruchsvollen Schwenkeinrichtung über die Antriebs- und Umlenkscheibe auf die andere Fahrbahnseite geführt. Pro Fahrbahn sind im Betrieb jeweils zwei Fahrzeuge unterwegs.
1993 wurde die Steuerung der Bahn technisch modernisiert, 2002 folgten neue Tragseile, 2005 wurden die beiden Stützen der Anlage erneuert, im Herbst 2011 erhielt die Bergbahn neue Zugseile und im November 2012 wurde der elektrische Antrieb modernisiert.
- Erstellung
  - Baujahr: 1955 bis 1957
  - Eröffnungstag: 21. Februar 1957
  - Konstrukteur: Karl Peter
- Längendaten
  - Länge: 2021 m
  - Größtes Spannfeld: 1005 m
  - Höhenunterschied: 780 m
  - Höchste Schwebehöhe: 100 m
- Motordaten
  - Antriebsleistung: 98 kW, Thyristor- gesteuerter Gleichstrommotor
  - Fahrgeschwindigkeit maximal 6 m/s seit November 2012 (davor 5 m/s)
  - Hilfsantrieb: 30 kW, Drehstrom - Schleifringläufer
  - Fahrgeschwindigkeit mit Hilfsantrieb: 0,7 m/s
  - Steuerung: Siemens S7 - SPS (Umbau November 2012)
- Beförderung
  - Betriebssystem: Großkabinen-Zweiseil-Umlaufbahn
  - Förderleistung: 130 Pers./h je Fahrtrichtung
- Tragkraft
  - Kabinennutzlast: 825 kg (11 Personen)
  - Tragseil: 25,5 mm, vollverschlossen, 2002 neu aufgelegt
    - rechnerische Bruchkraft: 80,2 t; beim Zugversuch tatsächlich gerissen bei 87,7 t

  - Zugseil: 19 mm, Seale-Machart, November 2011 neu aufgelegt
    - rechnerische Bruchkraft: 24,45 t

## Betreiber
Betreiber ist die Laber-Bergbahn Oberammergau GmbH&Co.KG.